# Hrabstwo Warren (Tennessee)
Hrabstwo Warren (ang. Warren County) – hrabstwo w stanie Tennessee w Stanach Zjednoczonych. Obszar całkowity hrabstwa obejmuje powierzchnię 434,08 mil² (1124,26 km²). Według szacunków United States Census Bureau w roku 2009 miało 40 481 mieszkańców.
Hrabstwo powstało w 1807 roku.

## Miasta
- Centertown
- McMinnville
- Morrison
- Viola[4]

| Populacja hrabstwa w poprzednich latach | Populacja hrabstwa w poprzednich latach |
| Rok                                     | Liczba ludności                         |
| --------------------------------------- | --------------------------------------- |
| 1980                                    | 32 480                                  |
| 1990                                    | 32 992                                  |
| 2000                                    | 38 276                                  |
| 2005                                    | 39 753                                  |